# Tarnowo, Hạt Goleniów
Tarnowo [tarˈnɔvɔ] (tiếng Đức: Großenhagen)  là một ngôi làng thuộc khu hành chính của Gmina Maszewo, thuộc hạt Goleniów, West Pomeranian Voivodeship, ở phía tây bắc Ba Lan. Nó nằm khoảng 9 kilômét (6 mi)   phía tây Maszewo, 11 km (7 mi) về phía đông nam của Goleniów và 26 km (16 mi) về phía đông của thủ đô khu vực Szczecin.
Trước năm 1945, khu vực này là một phần của Đức. Đối với lịch sử của khu vực, xem Lịch sử của Pomerania.
Ngôi làng có dân số 150 người.